# Worben
Worben est une commune suisse du canton de Berne, située dans l'arrondissement administratif du Seeland.

## Population et société

### Surnom
Les habitants de la commune sont surnommés die Korber, soit les vanniers en allemand.